# Льонок бессарабський
Льонок бессарабський (Linaria bessarabica) — вид квіткових рослин родини подорожникових (Plantaginaceae).

## Біоморфологічна характеристика
Це багаторічна рослина. Корінь стрижневий. Рослина 30–70 см заввишки. Стебла нечисленні, прямовисні чи висхідні, голі чи внизу розсіяно-волосисті, густо вкриті листям. Листки лінійні, 1–3 мм завширшки, загострені. Квітки зібрані в густі китиці, віночок яскраво-жовтий з оранжевою випуклістю. Плід — коробочка.

## Поширення
Румунія, Україна.
В Україні вид росте на кам'янистих схилах та полянах — у Степу, дуже рідко (Одеська обл., Тарутинський р-н, с. Лісове). У ЧКУ має статус «недостатньо відомий».